# Tväråbäck
Tväråbäck is een plaats in de gemeente Vännäs in het landschap Västerbotten en de provincie Västerbottens län in Zweden. De plaats heeft 109 inwoners (2005) en een oppervlakte van 26 hectare. De Europese weg 12 loopt door de ongeveer 15 kilometer van Vännäs afgelegen plaats. Er liggen een houtzagerij en een school in de plaats. De houtzagerij NK Lundströms is opgericht in 1931 en heeft tegenwoordig een 40-tal werknemers.